# Thorictus indicus
Thorictus indicus es una especie de escarabajo de piel del género Thorictus, orden Coleoptera. Fue descrita por John en 1963.

## Descripción
Especie ovalada, presenta una coloración marrón clara u oscura. Posee pelos amarillos, largos y dispersos. Protórax ancho.

## Distribución y hábitat
Se distribuye por India (Karnataka, Kerala) y Birmania. Especie introducida en Inglaterra.